# Рогозен
Ро̀гозен е село в Северозападна България. То се намира в община Хайредин, област Враца.

## История
Относно произхода на името на селото въпросът е спорен, според едни източници то идва от факта, че по местата, където е разположено днешното село са живели в миналото много рогачи, а според други източници древните хора, населявали селото, са произвеждали много рогозки, използвани в миналото – „От летописите на селото“.
На изборите през 1949 година, след забраната на опозицията и в разгара на колективизацията, в селото гласуват по-малко от половината избиратели.

## Население
Преброяване на населението през 2011 г.
Численост и дял на етническите групи според преброяването на населението през 2011 г.:
|                     | Численост | Дял (в %) |
| Общо                | 1007      | 100,00    |
| Българи             | 843       | 83,71     |
| Турци               | 3         | 0,29      |
| Цигани              | 42        | 4,17      |
| Други               | 0         | 0,00      |
| Не се самоопределят | 0         | 0,00      |
| Неотговорили        | 117       | 11,61     |

## Културни и природни забележителности
В Рогозен е открито най-голямото тракийско съкровище на територията на България: Рогозенското. Изложено е във врачанския Регионален исторически музей, а част от него е на постоянен наем в Националния исторически музей.
В селото има кметство, читалище „Просвета“, начално училище „Кирил и Методий“, детска градина, библиотека, киносалон, младежки клуб, клуб на пенсионера, пет хранителни магазина, детски кът, четири питейни заведения, парк. По време на управлението на комунистическата партия в центъра на селото е изграден много голям и хубав площад с грандиозен за размерите на селото паметник на участници в РЕМС. В селото има построени две чешми за питейна изворна вода.

## Редовни събития
Съборът е третата неделя на юни.

## Личности
- Лейтенант Младен Калеев (1915 – 1952), български граничар
- Илия Беширов (1936 – 2007), български художник, роден в Рогозен
- Любомир Павлов (р. 1931), български политик
- Нинко Косашки (1925 – 1994), български военен историк, началник на Института за военна история.

## Други
Бивша конна база и селскостопанско летище. Някога там се е намирал и най-големият свинекомплекс на Балканския полуостров. В близост до селото се намират и два язовира.